# Malta Eurovision Song Contest 2015
Malta Eurovision Song Contest 2015 (Abkürzung: MESC 2015) war der maltesische Vorentscheid  für den Eurovision Song Contest 2015 in Wien (Österreich). Die Sängerin Amber gewann mit dem Lied Warrior.

## Format

### Konzept
Am 11. Juli 2015 bestätigte die öffentliche maltesische Rundfunkanstalt Public Broadcasting Services (PBS) Maltas Teilnahme am Eurovision Song Contest 2015 in Wien und kündigte an, dass auch weiterhin Malta Eurovision Song Contest die Vorentscheidung für den ESC bleibe.
Insgesamt wurden 134 Beiträge für den Vorentscheid eingesendet, von denen 20 von einer Fachjury ausgewählt wurden, um im Halbfinale, welches am 21. November 2014 im Marsa Shipbuilding stattfand wird, teilzunehmen. Hier wählten die Zuschauer und eine Jury mit jeweils 50 % Stimmenanteil die 14 Finalisten, die am 22. November antreten, um der Nachfolger der Gruppe Firelight zu werden, die 2014 Malta beim ESC vertrat.

Die Halle, in der der Vorentscheid stattfand, ist eine ehemalige Schiffswerft, in der eine Woche zuvor der Junior Eurovision Song Contest 2014 stattfand. Normalerweise findet der MESC im Februar statt, um die aufwändige JESC-Bühne aber nochmals verwenden zu können, wurde die Veranstaltung auf den November vorverlegt.
Am 13. Oktober 2014 wurden in den Studios von WE Media die Musikvideos zu den jeweiligen Songs produziert, welche am 20. Oktober erschienen.

Im Gegensatz zum Vorjahr kann das Gewinner-Lied vom Interpreten nach dem Finale geändert werden, jedoch muss dieses sowohl vom selben Interpreten vorgetragen werden, als auch von denselben Autoren geschrieben worden sein.
Als Eröffnungsact für das Finale am 22. November sang Conchita Wurst Rise Like a Phoenix und Heroes. Als Eröffnungsact für das Halbfinale dienten sowohl die 20 Halbfinalisten, die zusammen das Lied Together sangen, als auch Federica Falzon, die 2014 für die Insel beim Junior Eurovision Song Contest antrat.

## Teilnehmer
Am 26. September 2014 wurden von 134 Einsendungen die 20 Semi-Finalisten in der Fernsehsendung Xarabank auf dem Sender TVM verkündet. Darunter befinden sich ehemalige Vertreter Maltas, wie Gianluca Bezzina (als Mitglied der Band L-Aħwa), der 2013 in Malmö, Schweden, für die Insel angetreten ist, und Teilnehmer der Vorentscheidung der Vorjahre.

### Halbfinale
Hier die Halbfinalisten, die am 21. November 2014 für einen Platz im Finale gegeneinander antraten:
| Startnr. | Interpret        | Lied Musik (M) und Text (T)                                                                      | Übersetzung (Inoffiziell) |
| -------- | ---------------- | ------------------------------------------------------------------------------------------------ | ------------------------- |
| 01       | Lyndsay Pace     | Home M/T: Boris Cezek                                                                            | Zu Hause                  |
| 02       | Iona Dalli       | Could Have Been Me M/T: Philip Vella                                                             | Hätte ich sein können     |
| 03       | Franklin Calleja | Still Here M/T: Alexander Rybak                                                                  | Immer noch hier           |
| 04       | Christabelle     | Rush M: Elton Zarb; T: Matthew Mercieca Muxu                                                     | Rausch                    |
| 05       | Jessika          | Fandango M: Philip Vella; T: Gerard James Borg                                                   | –                         |
| 06       | Chris Grech      | Closed Doors M: David Cassar Torregiani, Chris Grech, Edward Mifsud, Peter Borg ; T: Chris Grech | Geschlossene Türen        |
| 07       | Karen DeBattista | 12, Baker Street M: Jan van Dijck; T: Emil Calleja Bayliss                                       | –                         |
| 08       | Daniel Testa     | Something In The Way M/T: Måns Ek, Charlie Mason                                                 | Etwas im Weg              |
| 09       | Glen Vella       | Breakaway M/T: Kevin Borg, Simon Gribbe                                                          | Ausbruch                  |
| 10       | Raquel           | Stop Haunting Me M: Elton Zarb; T: Matthew Mercieca Muxu                                         | Hör' auf, mich zu jagen   |
| 11       | Domenique        | Take Me As I Am M/T: Aidan O’Connor, Sara Biglert, Christian Schneider, Madeleine Jangklev       | Nimm mich wie ich bin     |
| 12       | Lawrence Gray    | The One That You Love M/T: Elton Zarb, Lawrence Gray                                             | Der eine, den du liebst   |
| 13       | Deborah C        | It's OK M: Elton Zarb; T: Matthew Mercieca Muxu                                                  | Es ist okay               |
| 14       | Danica Muscat    | Close Your Eyes M: Elton Zarb; T: Emil Calleja Bayliss                                           | Schließe deine Augen      |
| 15       | Corazon          | Secretly M/T: Corazon Mizzi                                                                      | Heimlich                  |
| 16       | L'Aħwa           | Beautiful to Me M/T: Erik Anjou                                                                  | Schön für mich            |
| 17       | Amber            | Warrior M: Elton Zarb; T: Matt Muxu Mercieca                                                     | Krieger                   |
| 18       | Trilogy          | Chasing A Dream M: Paul Abela; T: Joe Julian Farrugia                                            | Einen Traum jagen         |
| 19       | Minik            | Once in a While M/T: Elton Zarb, Rita Pace                                                       | Ab und zu                 |
| 20       | Ekklesia Sisters | Love and Let Go M/T: Philip Vella                                                                | Lieben und gehen lassen   |

### Finale
Im Finale, das am 22. November 2014 stattfindet, sangen 14 Acts um den Sieg des Vorentscheids. Letztendlich wurde es von Amber mit dem Lied Warrior gewonnen.
| Platz | Startnr. | Interpret        | Lied Musik (M) und Text (T)                                                                      | Jury | Zuschauer | Punkte |
| ----- | -------- | ---------------- | ------------------------------------------------------------------------------------------------ | ---- | --------- | ------ |
| 01.   | 09       | Amber            | Warrior M: Elton Zarb; T: Matt Muxu Mercieca                                                     | 60   | 12        | 72     |
| 02.   | 12       | Christabelle     | Rush M: Elton Zarb; T: Matthew Mercieca Muxu                                                     | 40   | 07        | 47     |
| 03.   | 01       | Glen Vella       | Breakaway M/T: Kevin Borg, Simon Gribbe                                                          | 35   | 04        | 39     |
| 04.   | 05       | Chris Grech      | Closed Doors M: David Cassar Torregiani, Chris Grech, Edward Mifsud, Peter Borg ; T: Chris Grech | 33   | 02        | 35     |
| 05.   | 11       | Franklin Calleja | Still Here M/T: Alexander Rybak                                                                  | 18   | 08        | 26     |
| 06.   | 14       | Daniel Testa     | Something In The Way M/T: Måns Ek, Charlie Mason                                                 | 24   | 0         | 24     |
| 07.   | 06       | Ekklesia Sisters | Love and Let Go M/T: Philip Vella                                                                | 13   | 10        | 23     |
| 08.   | 13       | Lawrence Gray    | The One That You Love M/T: Elton Zarb, Lawrence Gray                                             | 13   | 05        | 18     |
| 09.   | 07       | Jessika          | Fandango M: Philip Vella; T: Gerard James Borg                                                   | 12   | 06        | 18     |
| 10.   | 04       | Trilogy          | Chasing a Dream M: Paul Abela; T: Joe Julian Farrugia                                            | 09   | 03        | 12     |
| 11.   | 08       | Deborah C        | It's OK M: Elton Zarb; T: Matthew Mercieca Muxu                                                  | 12   | 0         | 12     |
| 12.   | 03       | Minik            | Once in a While M/T: Elton Zarb, Rita Pace                                                       | 11   | 01        | 11     |
| 13.   | 10       | L'Aħwa           | Beautiful to me M/T: Erik Anjou                                                                  | 10   | 01        | 11     |
| 14.   | 02       | Karen DeBattista | 12, Baker Street M: Jan van Dijck; T: Emil Calleja Bayliss                                       | 0    | 0         | 0      |

#### Juryvoting
| Breakaway                                                                                     | 8  | 6  | 8  | 7  | 6  | 35 |
| 12, Baker Street                                                                              | –  | –  | –  | –  | –  | 0  |
| Once In A While                                                                               | 1  | 2  | 5  | 3  | –  | 11 |
| Chasing a Dream                                                                               | 4  | 3  | –  | 2  | –  | 11 |
| Closed Doors                                                                                  | 7  | 7  | 10 | 5  | 4  | 33 |
| Love and Let Go                                                                               | 3  | 1  | 4  | –  | 4  | 13 |
| Fandango                                                                                      | –  | –  | –  | 4  | 8  | 12 |
| It's OK                                                                                       | 2  | 4  | 6  | –  | –  | 12 |
| Warrior                                                                                       | 12 | 12 | 12 | 12 | 12 | 60 |
| Beautiful To Me                                                                               | –  | –  | –  | 7  | 3  | 10 |
| Still Here                                                                                    | 6  | 5  | –  | 6  | 1  | 18 |
| Rush                                                                                          | 10 | 10 | 2  | 8  | 10 | 40 |
| The One That You Love                                                                         | –  | –  | 1  | 10 | 2  | 13 |
| Something In The Way                                                                          | 5  | 8  | 3  | 1  | 7  | 24 |
| Jury-Punktesprecher                                                                           |    |    |    |    |    |    |
| - – Ola Melzig - – Francesco Biasia - – Gohar Gasparyan - – Owen Galea - – Adriana Zarb Adami |    |    |    |    |    |    |